# 坂祝町立坂祝小学校
坂祝町立坂祝小学校（さかほぎちょうりつ さかほぎしょうがっこう）は岐阜県加茂郡坂祝町にある公立の小学校。
坂祝町唯一の小学校であり、校区は坂祝町全域である

## 沿革
- 1873年（明治6年） - 小学義校教育舎が開校。酒倉村、大針村、黒岩村、勝山村、取組村の児童が通学する。
- 1881年（明治14年） - 移転し、教育学校に改称する。分校を設置（校区は勝山村、取組村）。
- 1886年（明治19年） - 酒倉簡易科小学校に改称する。分校が取組簡易科小学校として分立する。
- 1887年（明治20年） - 酒倉簡易科小学校が酒倉尋常小学校、取組簡易科小学校が勝山尋常小学校に、それぞれ改称する。勝山尋常小学校の校区に深萱村が加わる。
- 1897年（明治30年）4月1日 - 酒倉村、深田村、大針村、黒岩村、深萱村、勝山村、取組村が合併し、坂祝村が発足。
- 1901年（明治34年） - 酒倉尋常小学校が酒倉尋常高等小学校、勝山尋常小学校が勝山尋常高等小学校に、それぞれ改称する。
- 1903年（明治36年） - 両校に農業補習学校を併設する。
- 1907年（明治40年） - 酒倉尋常高等小学校と勝山尋常高等小学校が統合され、坂祝尋常高等小学校となる。酒倉校舎と勝山校舎の2校舎で授業を行う。
- 1908年（明治41年） - 酒倉校舎と勝山校舎にそれぞれ併設されていた農業補習学校が統一される。
- 1910年（明治43年） - 現在地に統一校舎が完成。酒倉校舎、勝山校舎を廃止。
- 1935年（昭和10年） - 青年学校を併設。
- 1941年（昭和16年） - 坂祝国民学校に改称する。
- 1947年（昭和22年） - 坂祝村立坂祝小学校に改称する。
- 1967年（昭和42年） - 新校舎（鉄筋コンクリート造）が完成。
- 1968年（昭和43年） - 町制施行により、坂祝町立坂祝小学校に改称する。
- 1977年（昭和52年）3月 - 校舎を増築する[1]。
- 1994年（平成6年） - 校舎（南舎）が完成。
- 1999年（平成11年）3月23日 - 体育館が完成[1]。
- 2024年（令和6年）4月 - 体育館1階に坂祝町郷土資料館が移転[2]。